# دار الضويو (لمهادي)
دار الضويو هو دُوَّار يقع بجماعة لمهادي، إقليم تارودانت، جهة سوس ماسة في المملكة المغربية. ينتمي الدوّار لمشيخة لمهادي التي تضم 12 دوار. يقدر عدد سكانه بـ 264 نسمة حسب الإحصاء الرسمي للسكان والسكنى لسنة 2004.
تاريخيا : 
هذا الدوار حديث النشأة نسبيا ، حيث أسس بعد فرض الحماية الفرنسية على المغرب بداية القرن العشرين . وتعتبر كل تلك الاراضي البورية المحيطة به مكانا شاسعا ومكشوفا اتخذها الثوار او مايسمون حينها ب " الزواگ"  مكانا آمنا للاستراحة والاستعداد للإغارة على المناطق الخاضعة للحماية الفرنسية . 
التأسيس : 
دار الضويو تم تأسيسها تقريبا في الفترة بين 1910 إلى 1920, قبيل الحرب العالمية الأولى ، و أنشئ هذا الدوار من طرف الثوار او الزواگ، لأنه جاء في مرتفع وسط مناطق البور ،  حيث اختاره الزواك كمكان استراتيجي لمراقبة جيوش المستعمر يغيرون منه ثم يهربون ويحتمون بجبال الأطلس الصغير . ففي البداية كان مجرد مكان للإستعداد والتجمع ، حيث يأتي الزواگ من كل الأماكن المتفرقة ليتجمعوا هناك . بعد أن عرف هذا المكان هاجرت بعض العائلات من مناطق أخرى لتستقر بهذا المكان طلبا للحماية من الزواگ وهربا من المناطق الخاضعة للنفوذ الفرنسي . 
بطش المستعمر الفرنسي من سكان دار الضويو :
بعد انتشار المقاومة في جميع أنحاء المغرب ، نهج المستعمر الفرنسي سياسة الارض المحروقة فشن مع القواد العملاء حملة للقضاء على المقاومين ، ولكن جميع محاولاتهم تبوء بالفشل ، لأن الثوار يهربون بخيولهم  إلى الجبل ، فما كان من المستعمر وعملائه إلا ان ينتقموا من سكان دار الضويو ، فاعتقلوا كل من تورط بتقديم الدعم للثوار ، بل قاموا بتهديم منازل السكان الذين كانوا يستضيفون الثوار ويقدمون لهم يد المساعدة ، وفرضوا عليهم عدم بنائها من جديد كي تبقى شاهدة على جزاء المتعاونين مع الثوار او مايسمونهم " المخربون" ، ولازالت تلك المنازل مهدمة وعلى شكل أطلال لحد الساعة وليومنا هذا . وبهذا توقفت الهجرة إلى دار الضويو ، ولم يعد يستطيع أحد ان يأتي ليستقر في هذا الدوار ، فبقي الدوار كما كان بنفس عائلاته منذ الثلاثينات والاربعينات .
دار الضويو بعد الاستقلال:
المستعمر الفرنسي ومعه العملاء يعتبرون جميع مناطق البور خارجة عن السيطرة وهي كما كانوا يسمونها خاضعة للسيبة ، ولكن ومباشرة بعد الحصول على الاستقلال ، بادرت جميع المناطق لتقديم البيعة والولاء للسلطان محمد الخامس .  فاستقرت الأمور وبقي عدد سكان الدوار مستقرا منذ الاستقلال ، بل تناقص العدد بفعل الهجرة نحو المدن بعد الثمانينات والتسعينات. 
دار الضويو بعد بداية القرن 21 
منذ الاستقلال وإلى اليوم هذا الدوار تابع للأسرة العلوية الشريفة ، وحتى سياسيا فهو لا يتبع لأي حزب سياسي غير الأحرار منذ ان أسسه السيد احمد عصمان ، حيث كان من بين المؤسسين واحد من أبناء دوار الضويو  " السيد عبد الله ادويني"  ، فبعد حضوره مع عصمان في اكادير جاء ليدخل الحزب للدوار ، فبقي ذلك الحزب هو الوحيد الذي يفوز بتلك الدائرة الانتخابية إلى يومنا هذا .

## روابط خارجية
- البوابة الوطنية للجماعات الترابية نسخة محفوظة 12 مارس 2018 على موقع واي باك مشين.
- المندوبية السامية للتخطيط